# Orochelidon
Orochelidon es un género de aves paseriformes perteneciente a la familia Hirundinidae que agrupa a especies propias de América del Sur.

## Especies
De acuerdo a las clasificaciones de la Taxonomía de Clements, el género agrupa las siguientes tres especies:
- Orochelidon flavipes
- Orochelidon murina
- Orochelidon andecola